# Эндерунлу Васыф
Эндерунлу́ Васы́ф (ок. 1759, Стамбул — ум. в 1824, Стамбул) — турецкий поэт.

## Биография
О его жизни практически ничего не известно.
Родился в Стамбуле, был популярным придворным поэтом, писавшим, в основном, песни и газели; многие строки из его стихов вошли в народную речь как пословицы и поговорки. Как и поэт XVIII века Ахмед Недим, активно выступал за обновление литературы: несмотря на то, что свои стихи он писал традиционной арабо-персидской метрикой аруз, он также использовал множественные языковые особенности разговорной речи для придания своим произведениям характерного местного колорита.
Литературное наследие поэта достаточно обширно и составляет крупный диван, однако на сегодняшний день оценивается неравноценно: в то время как некоторые стихи интересны своей искренностью и простотой или, например, описанием народных обычаев, другие считаются равнодушными и малохудожественными. Турецкие литературоведы признают его крупнейшим поэтом Стамбула своего времени.